# Blow Me (One Last Kiss)
«Blow Me (One Last Kiss)» —en español «Dame (un último beso)»— es una canción de género pop rock interpretada por la cantante y compositora estadounidense P!nk, e incluida en su sexto álbum de estudio, The Truth About Love, de 2012. 
«Blow Me (One Last Kiss)» fue lanzada como primer sencillo del álbum el 3 de julio de 2012 mediante descarga digital. La canción fue coescrita por P!nk y Greg Kurstin, quien también estuvo a cargo de la producción. Su  letra aborda los conflictos y frustraciones que surgen al intentar mantener una relación sentimental disfuncional.

## Antecedentes y composición
El 29 de febrero de 2012, Pink anunció en su cuenta de Twitter que ya había comenzado la grabación de su nuevo álbum. En junio, un video en el que revelaba que el primer sencillo del disco se titularía «Blow Me (One Last Kiss)» y que su lanzamiento estaba previsto para el 7 de julio. El 1 de julio, casi una semana antes de su lanzamiento, la canción fue filtrada en la web, por lo que al día siguiente tuvo que ser publicada en YouTube.
En una entrevista con la revista Billboard, Greg Kurstin, su productor, explicó que lo más difícil de trabajar con la cantante fue elegir el título, ya que solo les tomó un día escribir y grabar la canción, que inicialmente iba a ser llamada simplemente «Blow Me», pero tras varias horas pensando, se decidió dejar como «Blow Me (One Last Kiss)». «Blow Me (One Last Kiss)» es un «himno de ruptura» pop escrito por Pink y coescrito y producido por Greg Kurstin.

## Recepción

### Crítica
«Blow Me (One Last Kiss)» recibió elogios de la crítica musical; algunos compararon su estilo con el de «Stronger (What Doesn't Kill You)» de Kelly Clarkson, también fue producido por Greg Krustin. Andrew Hampp de Billboard le dio una crítica positiva, con un puntaje de 85 de 100 y declaró que la canción es «un himno de empoderamiento [y] de ruptura en el estilo de "So What"», y consideró que es «un regreso de bienvenida para formar a Pink en un momento cuando todo el mundo, desde Adam Lambert a Clarkson co-optaba su sonido». Danielle Levy de la misma publicación escribió: «Combativa, enérgica y desafiante como nunca, "Blow Me (One Last Kiss)" es otro potente tema de ruptura de esta veterana estrella del pop veterana». Jessica Sager de PopCrush también le dio un comentario muy positivo, con cuatro estrellas y media de cinco y afirmó que «es una canción de la lista de reproducción de ruptura ideal, porque es al mismo tiempo divertida y bailable, haciendo incluso que el corazón más destrozado se siente un poco mejor, aunque solo sea por un poco más de cuatro minutos». Jocelyn Vena de MTV comentó que el tema «posee el descaro de empoderamiento característico de Kelly Clarkson, pero con la fuerza vocal distintiva que ha convertido a P!nk en una superestrella».   
Kathy McCabe de Herald Sun le otorgó una crítica favorable, y afirmó que «si Pink necesita otra prueba de que era una superestrella pop internacional auténtica, lo consiguió cuando su muy esperado nuevo sencillo se filtró en todo el mundo una semana antes del lanzamiento». Stransky Tanner de Entertainment Weekly consideró que la canción es  «algo que Clarkson podría haber destacado en su propio álbum» y con un «borde de sacudida, en tu cara» que es la «armadura de Pink». Contessa Gayles de AOL reseñó el tema positivamente, y escribió que Pink canta con una «armadura de descaro en los ganchos infecciosos de la pista». Robbie Daw del sitio web Idolator señaló que Pink «está siempre en su mejor cuando combina su poderosa voz con letras provocadoras, mordaces». Finalizó su revisión diciendo que era una «salida de la Pink pop y del productor Max Martin».

## Interpretaciones en directo
El 6 de septiembre de 2012, Pink asistió a los MTV Video Music Awards 2012 en el Staples Center, Los Ángeles, donde interpretó el tema por primera vez. Durante la actuación, Pink lucía su cabello con un mohawk y se había teñido de rubio platino, además, llevaba un mono negro y una camisa blanca. Pink inició su presentación con el tema «Get the Party Started» incluyendo un homenaje visual a su gira Funhouse Tour. Durante la interpretación, realizó un movimiento acrobático mientras entonaba la línea  «I'm coming up so you better get the party started». Pink siguió con su interpretación de «Blow Me (One Last Kiss)». El 10 de septiembre, la cantante la interpretó en The Ellen DeGeneres Show, y en la comedia británica Alan Carr: Chatty Man, el 14 del mismo mes. Cuatro días después, la cantó, junto con «Who Knew», en The Daily Show with Jon Stewart, y se emitió el día siguiente, el 19 de septiembre.  

## Lista de canciones
| Descarga digital |                           |          |  |
| N.º              | Título                    | Duración |  |
| 1.               | «Blow Me (One Last Kiss)» | 4:16     |  |

| Sencillo en CD/Digital |                                           |          |  |
| N.º                    | Título                                    | Duración |  |
| 1.                     | «Blow Me (One Last Kiss)»                 | 4:16     |  |
| 2.                     | «The King Is Dead but the Queen Is Alive» |          |  |

## Posicionamiento en lista
| País (Lista 2012-13)                   | Mejor posición |
| -------------------------------------- | -------------- |
| Alemania (Media Control)               | 10             |
| Alemania (Airplay Charts)              | 1              |
| Australia                              | 1              |
| Austria                                | 14             |
| Bélgica Flandes                        | 36             |
| Bélgica Valonia                        | 14             |
| Brasil (Hot 100 Airplay)               | 12             |
| Brasil (Hot Pop Songs)                 | 2              |
| Canadá                                 | 4              |
| Corea del Sur                          | 138            |
| Croacia                                | 2              |
| Dinamarca                              | 24             |
| Escocia                                | 1              |
| Eslovaquia                             | 6              |
| España                                 | 18             |
| Estados Unidos (Billboard Hot 100)     | 5              |
| Estados Unidos (Pop Songs)             | 1              |
| Estados Unidos (Radio Songs)           | 1              |
| Estados Unidos (Dance/Club Play Songs) | 1              |
| Estados Unidos (Adult Pop Songs)       | 1              |
| Estados Unidos (Digital Songs)         | 4              |
| Estados Unidos (Adult Contemporary)    | 11             |
| Finlandia                              | 14             |
| Francia                                | 22             |
| Hungría (Single (track) Top 10 lista)  | 7              |
| Hungría (Rádiós Top 40 játszási lista) | 1              |
| Irlanda                                | 11             |
| Japón                                  | 3              |
| Luxemburgo                             | 5              |
| México                                 | 3              |
| Nueva Zelanda                          | 8              |
| Países Bajos                           | 14             |
| Polonia                                | 3              |
| Reino Unido                            | 3              |
| República Checa                        | 4              |
| Suiza                                  | 15             |
| Unión Europea                          | 3              |

| País (Lista)                           | Posición |
| -------------------------------------- | -------- |
| Australia                              | 48       |
| Canadá                                 | 33       |
| Estados Unidos (Billboard Hot 100)     | 37       |
| Estados Unidos (Radio Songs)           | 21       |
| Estados Unidos (Digital Songs)         | 47       |
| Estados Unidos (Pop Songs)             | 19       |
| Estados Unidos (Adult Contemporary)    | 31       |
| Estados Unidos (Adult Pop Songs)       | 10       |
| Estados Unidos (Dance/Club Play Songs) | 8        |
| Japón                                  | 83       |
| Reino Unido                            | 88       |

### Certificaciones
| País          | Organismo certificador | Certificaciones | Simbolización | Ref.   |
| ------------- | ---------------------- | --------------- | ------------- | ------ |
| Australia     | ARIA                   | 3× Platino      |               | [ 61 ] |
| Canadá        | CRIA                   | Platino         |               | [ 62 ] |
| Italia        | FIMI                   | Oro             |               | [ 63 ] |
| Nueva Zelanda | RIANZ                  | Oro             |               | [ 64 ] |

## Créditos y personal
Grabación
- Ingeniería en Earthstar Creation Center, Venice, Los Ángeles,  California, y en Echo Studios, Los Ángeles, California
- Mezcla en MixStar Studios, Virginia Beach, Virginia

Personal
- Voz: Pink
- Composición: Pink y Greg Kurstin
- Productor, teclados, guitarras, bajo, programación e ingeniería: Greg Kurstin
- Ingeniería adicional: Jesse Shatkin
- Mezcla: Serban Ghenea
- Ingeniería de mezcla: John Hanes
- Asistente de ingeniería de mezcla: Phil Seaford